# Фратина (Лука)
Фратина је насеље у Италији у округу Лука, региону Тоскана.
Према процени из 2011. у насељу је живело 347 становника. Насеље се налази на надморској висини од 17 м.